# 13. avgust
13. avgust je 225. dan leta (226. v prestopnih letih) v gregorijanskem koledarju. Ostaja še 140 dni.

## Dogodki
- 1521 – Hernán Cortés zasede azteško prestolnico Tenochtitlán, današnji Ciudad de México
- 1624 – kardinal Richelieu postane francoski predsednik vlade
- 1704 – španska nasledstvena vojna, Avstrijci in Angleži pri Blenheimu premagajo Bavarce in Francoze
- 1876 – pričetek prvega festivala v Bayreuthu
- 1905 – na referendumu izglasovana neodvisnost Norveške
- 1914 – avstrijski parnik Baron Gautsch pred Brioni zadane v mino in se potopi, v nesreči umre 150 ljudi
- 1918 – v mornariško pehoto ZDA vstopi prva ženska
- 1923:
  - prva čezoceanska ladja pripluje v novozgrajeno poljsko pristanišče Gdynia
  - Atatürk postane prvi turški predsednik
- 1937 – Druga kitajsko-japonska vojna, začne se bitka za Šanghaj
- 1940 – orlov dan
- 1942 – začetek predvajanja Disneyeve risanke Bambi
- 1960 – Srednjeafriška republika postane samostojna država
- 1961 – Nemška demokratična republika zapre meje med vzhodnim in zahodnimi sektorji Berlina, zgrajen berlinski zid

## Rojstva
- 582 – Arnulf iz Metza, frankovski škof, svetnik († 640)
- 1311 – Alfonz XI., kastiljski kralj († 1350)
- 1625 – Rasmus Bartholin, danski zdravnik, fizik, matematik († 1698)
- 1655 – Johann Christoph Denner, nemški izdelovalec glasbil († 1707)
- 1814 – Anders Jonas Ångström, švedski astronom, fizik († 1847)
- 1818 – Lucy Stone, ameriška aktivistka († 1893)
- 1820 – sir George Grove, angleški muzikolog († 1900)
- 1823 – Goldwin Smith, angleški zgodovinar, novinar († 1910)
- 1844 – Johann Friedrich Miescher, švicarski biolog († 1895)
- 1860 – Phoebe Ann Moses - Annie Oakley, ameriška strelka († 1926)
- 1861 – Herbert Hall Turner, angleški astronom, seizmolog († 1930)
- 1866 – Giovanni Agnelli, italijanski industrialec († 1945)
- 1871 – Karl Liebknecht, nemški socialist († 1919)
- 1899 – Alfred Joseph Hitchcock, britanski filmski režiser († 1980)
- 1902 – Felix Wankel, nemški izumitelj († 1988)
- 1907 – sir Basil Spence, škotski arhitekt († 1976)
- 1912 – Salvador Edward Luria, ameriški mikrobiolog, nobelovec 1969 († 1991)
- 1912 – Ben Hogan, ameriški golfist († 1997)
- 1913 – Makarios III., ciprski nadškof, predsednik († 1977)
- 1926 – Fidel Castro, kubanski revolucionar, predsednik († 2016)
- 1948 – Kathleen Battle, ameriška sopranistka
- 1963 – Roman Vodeb, slovenski (teoretski) psihoanalitik
- 1969 – Midori Ito, japonska umetnostna drsalka
- 1970 – Alan Shearer, angleški nogometaš

## Smrti
- 582 – Tiberij II. Konstantin, bizantinski cesar (* okoli 520)
- 586 – Sveta Radegunda, frankovska kraljica, svetnica (* ok. 520)
- 900 – Cventibold, kralj Lotaringije (Lorene) (* ok 870)
- 1134 – Irena Ogrska, bizantinska cesarica, soproga Ivana II. Komnena (* 1088)
- 1173 – Nerses IV. Milostljivi, glavni episkop armenske cerkve (* 1102)
- 1191 – Filip I. Heinsberški, kölnski nadškof, nemški kancler, križar († 1130)
- 1297 – Novruz, mongolski guverner v Ilkanatu
- 1311 – Pietro Gradenigo, 49. beneški dož (* 1251)
- 1380 – Vettor Pisani, beneški admiral (* 1324)
- 1382 – Eleanora Aragonska, kastiljska kraljica (* 1358)
- 1431 – Violante de Bar, aragonska kraljica (* 1365)
- 1674 – Lars Johansson - Lucidor, švedski pesnik (* 1638)
- 1822 – Jean-Robert Argand, francoski ljubiteljski matematik (* 1768)
- 1826 – René-Théophile-Hyacinthe Laënnec, francoski zdravnik (* 1781)
- 1860 – Danilo II. Petrović Njegoš, črnogorski vladika (* 1826)
- 1863 – Eugène Delacroix, francoski slikar (* 1798)
- 1900 – Vladimir Sergejevič Solovjov, ruski filozof in pesnik (* 1853)
- 1906 – Stevan Sremac, srbski pisatelj (* 1855)
- 1907 – Hermann Karl Vogel, nemški astronom (* 1842)
- 1910 – Florence Nightingale, angleška bolničarka (* 1820)
- 1912 – Jules Massenet Jules Émile Frédéric Massenet, francoski skladatelj (* 1842)
- 1927 – Capistrano de Abreu, brazilski zgodovinar (* 1853)
- 1946 – Herbert George Wells, angleški pisatelj (* 1866)
- 1984 – Tigran Vartanovič Petrosjan, armenski šahist (* 1929)
- 1986 – Janko Lavrin, slovenski zgodovinar, esejist, prevajalec (* 1887)
- 1994 – Elias Canetti, judovski pisatelj, nobelovec 1981 (* 1905)
- 1995 – Mickey Charles Mantle, ameriški igralec bejzbola (* 1931)
- 1996 – David Eugene Tudor, ameriški pianist, skladatelj (* 1926)
- 2019 – Fanika Požek, slovenska besedilopiska in pesnica (* 1947)

## Prazniki in obredi
- mednarodni dan levičarjev